# Sankt Johannes katedral, Nicosia
Sankt Johannes katedral (grekiska: Καθεδρικός Ναός Αγίου Ιωάννη) är en cypriotisk-ortodox katedral belägen i Cyperns huvudstad Nicosia.
Katedralen är helgad åt den helige Johannes av Patmos.

## Historik
Sankt Johannes katedral i Nicosia byggdes ursprungligen som ett kloster år 1662 på platsen för ett tidigare kapell från 1300-talet. Klostret blev en katedral under 1700-talet.

## Katedralen

### Exteriör
Katedralen är uppförd i fransk-bysantinsk stil.

### Interiör och inventarier
- Katedralen är enskeppig.[1][2][3]
- Ikonostasens fyra stora ikoner målades av Ioannis Kornaros från Kreta mellan 1795 och 1797.[1][2][3]

## Bilder

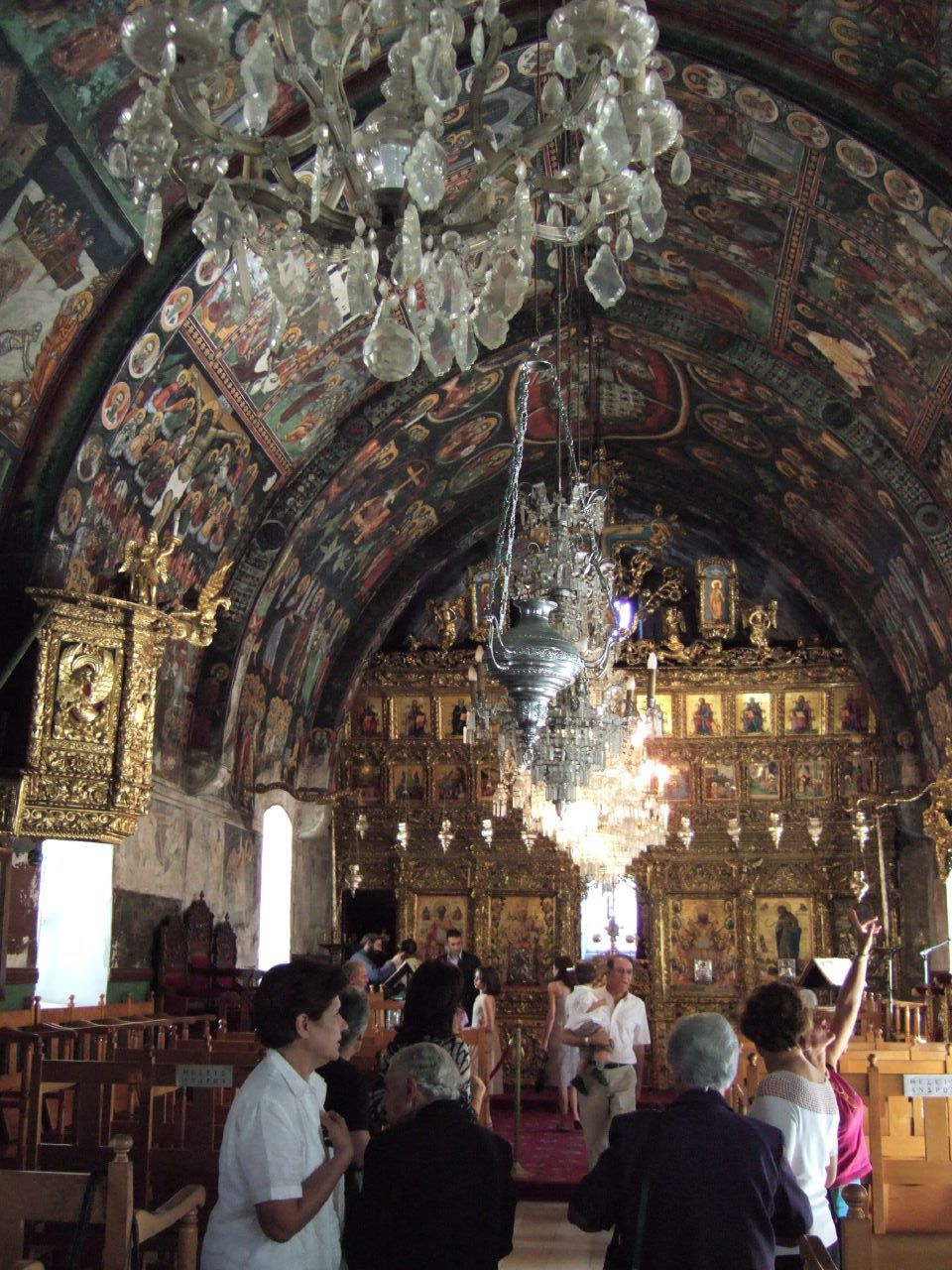
Katedralens interiör mot ikonostasen.
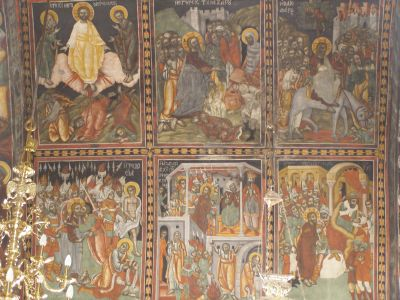
Fresker.